# Beutelsbach
Beutelsbach é um município da Alemanha, no distrito de Passau, na região administrativa de Niederbayern , estado de Baviera. Existe linha de trem também chamado metro de superfície que ali passa indo de Schorndorf até a gare final em Stuttgart (a indicação no trem é S para superficie e U quando é subterrâneo. Alto nível econômico e poucos moradores o que facilita a urbanização organizada e educação de qualidade. Consumo de vinho branco e suco de maçã é muito grande e como toda a Alemanha, o pão com salsicha (braatswurth) que é muito popular.